# Labeobarbus seeberi
Labeobarbus seeberi, im Englischen nach der Stadt Clanwilliam als Clanwilliam yellowfish bezeichnet, ist eine große Karpfenfischart, die endemisch nur in Südafrika vorkommt.

## Beschreibung
Labeobarbus seeberi ähnelt vom Körperbau stark der europäischen Barbe. Er besitzt Barteln und hat auf dem Rücken eine dunkelbraune Färbung, die an den Flanken in ein kupferbraun übergeht, die Flossen haben häufig einen rötlichen Farbton. Die silbrigen Jungfische haben an den Seiten häufig ein streifenartiges Muster, welches erst im Adultstadium in Hellbraun übergeht. Die geschlechtsreifen Männchen haben zur Laichzeit eine kräftige goldbraune Färbung.   
Wie fast alle Arten der Gattung Labeobarbus, ist auch Labeobarbus seeberi großwüchsig. Im Olifants River wurden Exemplare von 5 Kilogramm Gewicht und 60 Zentimeter Länge, als auch 10 Kilogramm Gewicht bei fast einem Meter Länge gefangen.

## Vorkommen und Lebensraum
Labeobarbus seeberi kommt endemisch nur in Südafrika vor. Sein Verbreitungsgebiet beschränkt sich dabei auf das Westkap im Flusssystem des Olifants River und seinen Nebenflüssen Doring River, Biedou, Boskloof, Driehoeks, Groot, Jan Dissels, Kobee, Noordhoeks, Ratels, Rondegat, Thee und der untere Twee Rivers in den Cederberg Mountains.
Oberhalb des Clanwilliam-Staudamms und in der Olifants Schlucht, wo er zuvor sehr zahlreich vorkam, ist er nahezu ausgestorben. 
Er kommt sowohl in tiefen Pools des Hauptstroms, als auch in großen Nebenflüssen und Staustrecken vor. Langsamfließendes Wasser wird in der Regel gemieden. Jungfische bis zu einer Größe von vier Zentimetern halten sich gern in rückgestautem Wasser und flachen Stromschnellen auf. Mit zunehmender Größe leben sie dann überwiegend in tieferem Wasser. Da die Flüsse periodisch oft streckenweise trockenfallen, sind tiefe Pools und dichte Bestände an Palmenschilf (Prionium serratum) für das Überleben von Labeobarbus seeberi während der heißen Trockenperioden bedeutsam.

## Lebensweise
Labeobarbus seeberi ist omnivor und hat ein breites Nahrungsspektrum von Algen, Invertebraten bis hin zu Insekten, Schnecken und Krebstiere. Größere adulte Fische ernähren sich auch von Fröschen und kleineren Beutefischen.
Im Sommer beginnt Labeobarbus seeberi seine Laichwanderung flussaufwärts und laicht in kleinen Gruppen über Kiesbetten in Flachwasser ab. In Staudämmen sucht Labeobarbus seeberi flache Stellen mit großen Steinen auf. 
Die Laichzeit dauert vom Spätfrühling bis zum Sommer in den Monaten Oktober bis Dezember bei einer Wassertemperatur von mindestens 20 °C.

## Systematik
Dem Clanwilliam yellowfish wurde lange Zeit der wissenschaftlichem Name Labeobarbus capensis (Smith, 1841) zugeordnet. Eine neue Untersuchung des Holotyps von Labeobarbus capensis ergab jedoch, das dieser nicht in die Gattung Labeobarbus gestellt werden kann und stattdessen zur gleichen Art wie die Typusexemplare von Pseudobarbus andrewi (Barnard, 1937) gehört. Diese Art kommt im Breede River südlich des Olifants Rivers vor. Labeobarbus capensis ist also ein Seniorsynonym von Pseudobarbus andrewi und Pseudobarbus capensis ist nach der Prioritätsregel der biologischen Nomenklatur die gültige Bezeichnung für diese Art. Für den Clanwilliam yellowfish gilt als neuer wissenschaftlicher Name die Bezeichnung Labeobarbus seeberi (Gilchrist & Thompson, 1913), vorher ein Juniorsynonym von Labeobarbus capensis.

## Nutzen
Labeobarbus seeberi wird experimentell in Aquakulturen gehalten und ist als Sportfisch von gewisser Bedeutung.

## Gefährdungssituation
Die Population von Labeobarbus seeberi ging in den Jahren von 1940 bis 1970 drastisch zurück, als der amerikanische Schwarzbarsch (Micropterus dolomieu) in Südafrika eingeführt wurde. Da sich Schwarzbarsche auf die Brut von Labeobarbus seeberi spezialisierten, kam die Fischart an den Rand der Ausrottung. Weitere Raubfische, welche Labeobarbus seeberi stark dezimieren sind der Forellenbarsch (M. salmoides), der Gepunktete Barsch (M. punctalatus) und der Blaue Sonnenbarsch (Lepomis macrochirus). Buntbarsche wie Tilapia sparrmanii können als Nahrungskonkurrenten auftreten.
Zusätzliche Bedrohungen sind die Zerstörung der Lebensräume durch Dammbau (Clanwilliam und Bulshoek Staudämme), Kanalisierung des Flussbetts, Wasserverschmutzung und das Einbringen von Bioziden und Dünger aus der landwirtschaftlichen Produktion. Dadurch wurden ca. 90 % des natürlichen Lebensraumes von Labeobarbus seeberi zerstört.
Auf der Roten Liste der IUCN ist die Spezies als stark gefährdet gekennzeichnet. Die Western Cape Province Nature Conservation Ordinance hat ein absolutes Tötungsverbot für diese Art erlassen. Fänge sind nur zu wissenschaftlichen Zwecken oder überwachte Umsiedlung in ein anderes Gewässer gestattet. In den 1990er Jahren begann ein staatlich gefördertes Zuchtprogramm zur Erhaltung dieser Art. 1980 wurden Jungfische in den Twee River zwischen zwei Wasserfällen eingebracht, die sie nicht passieren konnten. Hier trat sie in Nahrungskonkurrenz mit der seltenen Pseudobarbus erubescens, einer weiteren stark gefährdeten Fischart. 1997 wurde die National Yellowfish Working Group gegründet, die sich neben Forschung auch mit der Öffentlichkeitsarbeit zur Erhaltung von Labeobarbus seeberi befasst. 1999 begann man gezielt im Krom und Rondegat River mit der Ausrottung invasiver Fischarten, um den endemischen Fischbestand in der Cederberg Wilderness Area zu erhalten.